# Amber Joseph
Amber Joseph, née le 15 décembre 1999 à Bridgetown est une coureuse cycliste barbadienne, spécialiste de la piste.

## Palmarès sur piste

### Championnats du monde
- Pruszków 2019
  - 7e au scratch
  - 11e de la course aux points
- Berlin 2020
  - 13e de la course aux points
  - 15e au scratch

### Championnats panaméricains
- Aguascalientes 2016
  -  Médaillée d'argent de l'omnium juniors
- Couva 2017
  -  Championne panaméricaine de la course aux points juniors
  -  Médaillée d'argent de l'omnium juniors
- Aguascalientes 2018
  - Cinquième de la course scratch[1]
  - Sixième de l'omnium[2].
- Cochabamba 2019
  - 4e au scratch
  - 4e de l'omnium
  - 4e de la course aux points
- Lima 2021
  -  Médaillée d'or du scratch
  -  Médaillée de bronze de la course aux points
- Lima 2022
  -  Médaillée d'or du scratch
  -  Médaillée d'argent de l'omnium
  -  Médaillée d'argent de la course aux points
- Los Angeles 2024
  -  Médaillée de bronze du scratch

### Jeux d'Amérique centrale et des Caraïbes
- San Salvador 2023
  -  Médaillée de bronze de l'omnium

### Autres
- 2018
  - 3e de Fenioux Piste International (poursuite)

## Palmarès sur route

### Par années
- 2020
  -  Championne de la Barbade sur route
  -  Championne de la Barbade du contre-la-montre
- 2021
  -  Championne des Caraïbes sur route
  -  Championne de la Barbade sur route
  -  Championne de la Barbade du contre-la-montre
- 2022
  -  Championne de la Barbade du contre-la-montre
  - 2e étape de La Verne Stage Race
  - 3e du championnat de la Barbade sur route
- 2023
  -  Championne de la Barbade sur route
  -  Championne de la Barbade du contre-la-montre
- 2024
  -  Championne de la Barbade sur route
  -  Championne de la Barbade du contre-la-montre
  - 2e de la Harlem Skyscraper Classic

### Classements mondiaux
| Année                                 | 2021 | 2022 | 2023 | 2024 |
| ------------------------------------- | ---- | ---- | ---- | ---- |
| Classement UCI                        | 106e | 344e | 542e | 457e |
|                                       |      |      |      |      |
| Légende : nc = non classéSource : UCI |      |      |      |      |